# Kerriodoxa elegans
Kerriodoxa elegans là loài thực vật có hoa thuộc họ Arecaceae. Loài này được J.Dransf. mô tả khoa học đầu tiên năm 1983.

## Hình ảnh

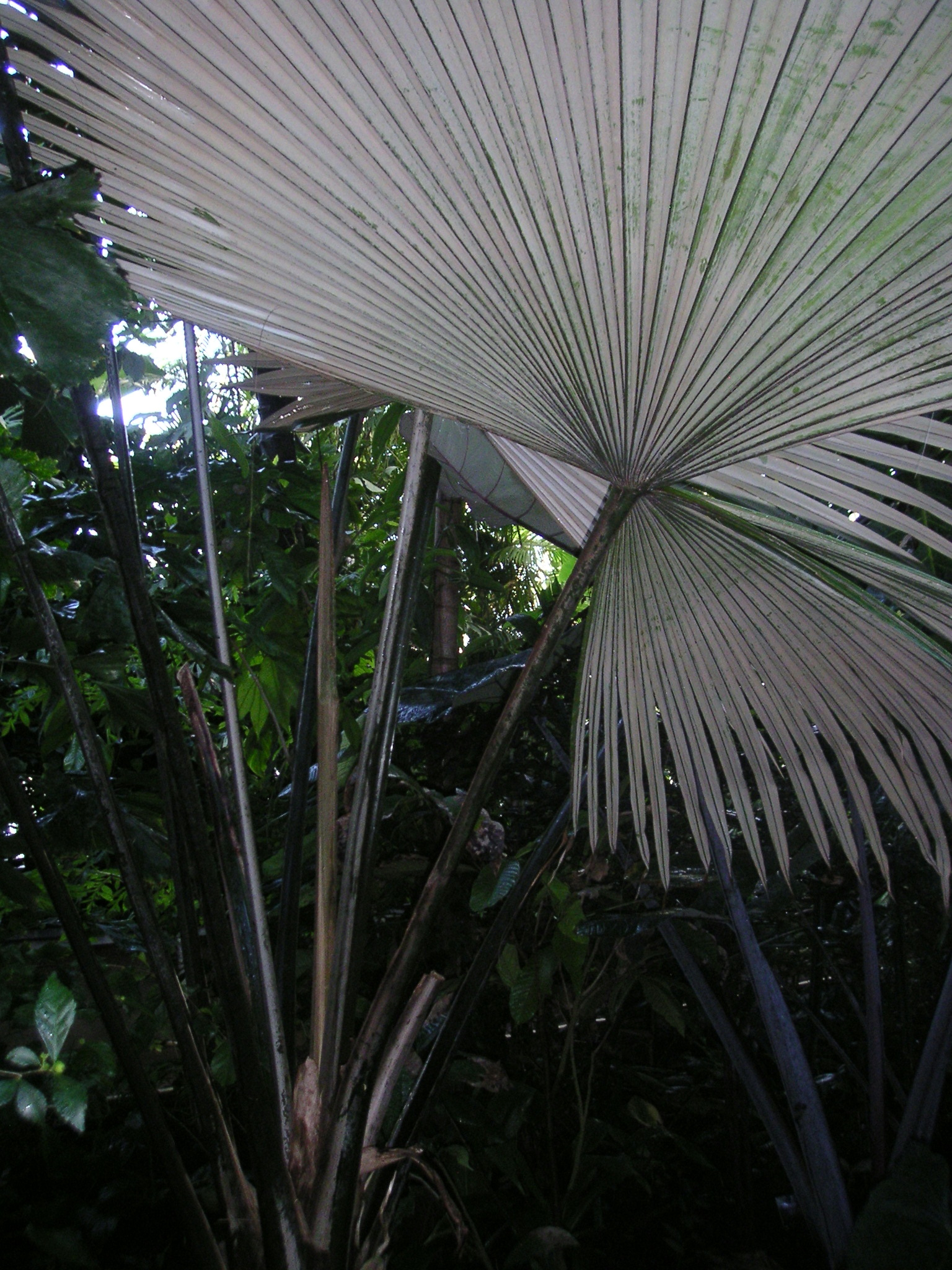
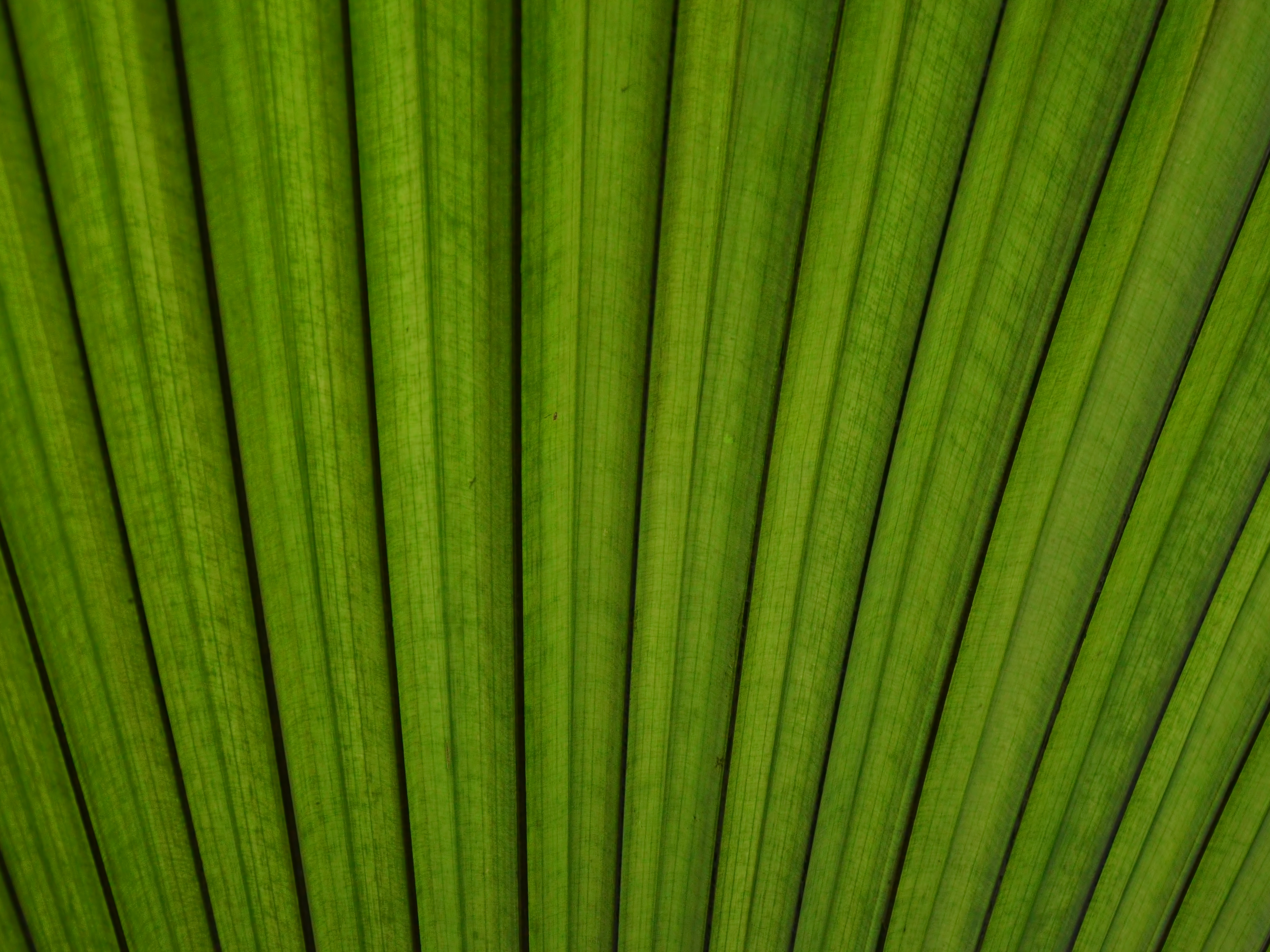
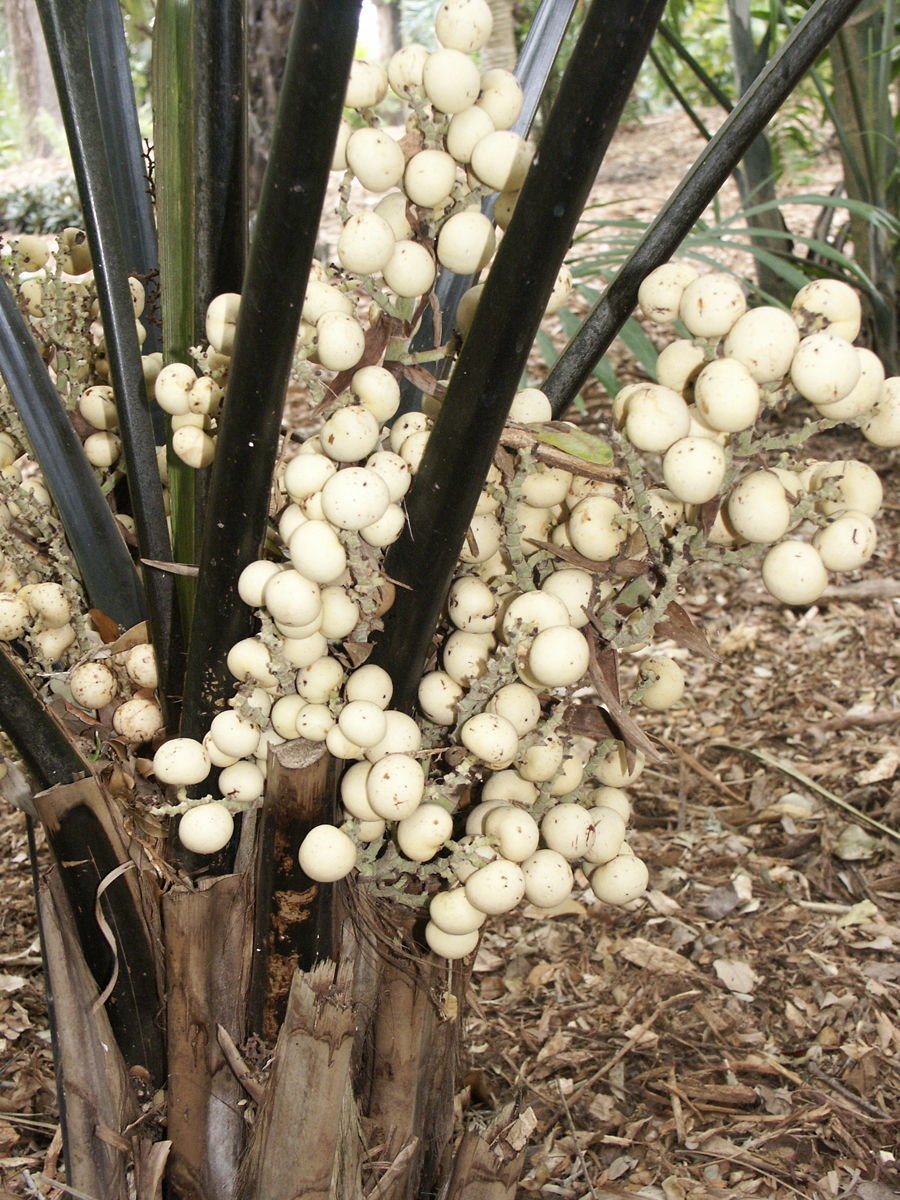